# Ambulocetidae
Ambulocetidae é uma família de cetáceos extintos da subordem Archaeoceti.

## Classificação
A família inclui os seguintes gêneros:
- Ambulocetus Thewissen, Hussain & Arif, 1994
- Gandakasia Dehm & Oettingen-Spilberg, 1958
- Himalayacetus Monastersky, 1998